# Vinya de Fernando
La Vinya de Fernando és una antiga vinya reconvertida en camp de conreu del municipi de Castell de Mur, al Pallars Jussà, a l'antic terme de Guàrdia de Tremp, en terres del poble de Cellers.
És al sud de Cellers i al nord de les Cases de l'Estació de Cellers, quasi a la meitat de distància entre els dos nuclis de població. És a l'esquerra del barranc de la Font de Margarit i al nord-est de lo Planell, a ponent de la Noguera Pallaresa, la carretera C-13 i les vies del ferrocarril de la línia Lleida - la Pobla de Segur.